# Pride de Pee Dee
Les Pride de Pee Dee sont une franchise professionnelle de hockey sur glace en Amérique du Nord qui évoluait dans l'ECHL. L'équipe était basée à Florence en Caroline du Sud aux États-Unis.

## Historique
La franchise est créée en 1997 à la suite du déménagement des Cherokees de Knoxville. Elle est engagée dans l'ECHL jusqu'à la saison 2004-2005. Pour la saison 2003-2004, la franchise est renommée Pride de Florence. La franchise est déplacée ensuite à Myrtle Beach en Caroline du Sud mais ne dispute aucune partie et ferme officiellement ses portes en 2009 après quatre saisons d'inactivité.

## Statistiques
| No | Saison    | PJ | V  | D  | DP | DTB | BP  | BC  | Pts | Classement                 | Séries éliminatoires            | Entraîneur                              |
| -- | --------- | -- | -- | -- | -- | --- | --- | --- | --- | -------------------------- | ------------------------------- | --------------------------------------- |
| 1  | 1997-1998 | 70 | 34 | 25 | 11 | -   | 214 | 215 | 76  | 4e place, division Sud-Est | Défaite au 2e tour              | Jack Capuano                            |
| 2  | 1998-1999 | 70 | 51 | 15 | 4  | -   | 289 | 191 | 106 | 1e place, division Sud-Est | Défaite en finale d'association | Jack Capuano                            |
| 3  | 1999-2000 | 70 | 47 | 18 | 5  | -   | 233 | 175 | 99  | 2e place, division Sud-Est | Défaite au 2e tour              | Frank Anzalone                          |
| 4  | 2000-2001 | 72 | 38 | 28 | 6  | -   | 242 | 231 | 82  | 4e place, division Sud-Est | Défaite au 3e tour              | Frank Anzalone Jack Capuano Davis Payne |
| 5  | 2001-2002 | 72 | 41 | 25 | 6  | -   | 236 | 218 | 88  | 2e place, division Sud-Est | Défaite au 3e tour              | Davis Payne                             |
| 6  | 2002-2003 | 72 | 40 | 26 | 6  | -   | 244 | 213 | 86  | 3e place, division Sud-Est | Défaite au 2e tour              | Davis Payne                             |
| 7  | 2003-2004 | 72 | 30 | 33 | 9  | -   | 210 | 254 | 69  | 7e place, division Sud-Est | Non qualifiés                   | Perry Florio                            |
| 8  | 2004-2005 | 72 | 31 | 36 | 2  | 3   | 203 | 219 | 67  | 5e place, division Est     | Non qualifiés                   | Perry Florio                            |